# Тринаести јул (филм)
Тринаести јул је југословенски и црногорски филм из 1982. године. Режирао га је прослављени црногорски и југословенски позоришни, телевизијски и филмски редитељ Радомир Шарановић, а сценарио су писали поред самог режисера и Мило Ђукановић, Ратко Ђуровић, Мирко Ковач и Борислав Пекић. Овај филм је окупио највећа имена југословенског глумишта. За музику је био задужен најзначајнији црногорски композитор Борислав Таминџић, a Марјан Меглич je на Филмском фестивалу Пули добио Златну арену за тон. Од истог материјала касније је за Телевизију Титоград монтирана и ТВ серија од 5 епизода.
Филм је у продукцији некадашњег Зета филма и РТВ Титоград био је то дотад највећи подухват у историји црногорске кинематографије, а до данас носи епитет најскупљег црногорског филма икад снимљеног. Уједно је ово био и један од последњих високобуџетних партизанских спекаткала у историји југословенске кинематографије. Права за биоскопско приказивање, како је то у књизи „Црногорска кинематографија и филмови о Црној Гори“ навео Гојко Кастратовић, откупило је осам европских и азијских држава.

## О филму
Филм Тринаести јул снимљен у продукцији некадашњег Зета филма и РТВ Титоград био је то дотад највећи подухват у историји црногорске кинематографије и најскупљи црногорски филм снимљен до данас. 
Рад на сценарију трајао је готово три године, а само снимање, дуго три месеца, почело је у лето 1981. Сценарио је заснован на истинитим догађајима, а на њему су, између осталих, радили писци Мирко Ковач и Борислав Пекић, али и првоборац НОБ-а и најславнији црногорски сценариста Ратко Ђуровић, народни херој, писац и функционер Пуниша Перовић и народни херој, један од организатора устанка и послератни југословенски амбасадор у Америци и Совјетском Савезу Вељко Мићуновић.
Пошто је постпродукција завршена, тадашње власти су одлучиле да филм Тринаести јул буде југословенски представник на Међународном филмском фестивалу у Карловим Варима.
Премијера у Титограду уприличена је управо 13. јула, на Дан устанка народа Црне Горе, а касније током јула месеца посебна пројекција филма уприличена је код Споменика Стрељаним омладинцима на Лазинама код Даниловграда.